# Johann Gottfried Haas
Johann Gottfried Haas (* 1737 in Gelenau; † 17. April 1815 in Schneeberg (Erzgebirge)) war ein deutscher Altphilologe, Hebraist, Romanist, Grammatiker und Lexikograf.

## Leben und Werk
Haas, Sohn eines einem Gewaltverbrechen zum Opfer gefallenen Maurermeisters, wuchs in Armut auf, besuchte die Stadtschule zu Chemnitz und studierte an der Universität Leipzig. Dann war er Hauslehrer in Grünhain, Konrektor in Marienberg und ab 1775 in gleicher Funktion an der Stadtschule von Schneeberg im Erzgebirge. Unter seinen zahlreichen Schulschriften stechen Einführungen ins Hebräische sowie umfangreiche zweisprachige Wörterbücher mit Latein, Griechisch und Französisch hervor. Sein französisches Wörterbuch durchquerte unter dem – wohl nach seinem Tod vom Verleger gewählten – Pseudonym „M. A. Thibaut“ das gesamte 19. Jahrhundert und brachte es auf 150 Auflagen. Bemerkenswert ist auch die 1794 publizierte Funktionalisierung des Französischlernens für ein darauf aufbauendes Italienischlernen. 

## Schriften (Auswahl)
Latein
- Kurze und leichte Anweisung zur lateinischen Sprache, Leipzig 1781
- Vollständiges lateinisch-deutsches und deutsch-lateinisches Handwörterbuch, 2 Bände, Ronneburg/Leipzig/Zwickau 1804; Ronneburg/Leipzig/Altenburg 1808; Zwickau 1811

Griechisch
- Griechische Grammatik kurz und deutlich, Leipzig 1780, 1801
- Vollständiges griechisch-deutsches Wörterbuch, 2 Bände, Leipzig 1796–1801

Hebräisch
- Kurze und fassliche Anweisung zur Hebräischen Sprache für Anfänger, Leipzig 1788, 
  - Anweisung die hebräische Sprache ohne mündlichen Unterricht zu studieren, Leipzig 1800
- Hebräischer Speccius, Leipzig 1801 (Christoph Speccius, 1585–1639)

Romanistik
- Neues Teutsches und Französisches Wörterbuch der Jugend zum Gebrauch bequem eingerichtet. Dictionnaire des langues françoise et allemande, 3 Bände, Leipzig 1786–1788
  - Nouveau Dictionnaire manuel François-Allemand et Allemand-François etc. Oder: Neues und vollständiges Französisch-Teutsches und Teutsch-Französisches Handwörterbuch, Leipzig 1802, 1805–1806; ab 1821 unter dem Namen M. A. Thibaut
  - (postum) M. A. Thibaut, Dictionnaire de Poche. Vollständiges deutsch-französisches und französisch-deutsches Taschenwörterbuch, Leipzig 1821, 1825; 150. Auflage, Braunschweig 1913 (Bearbeiter waren unter anderem Johann Sporschil, F. A. Weber, Georg Büchmann, Heinrich Wüllenweber, Otto E. A. Dickmann, Otto Kabisch)
- Kurze und fassliche Anleitung in der französischen Sprache für Lehrende und Lernende, nebst einer kleinen italienischen Grammatik für diejenigen, welche die französische Sprache schon inne haben, Leipzig 1794